# 慕容定
慕容定（4世纪—401年），中國五胡十六國時代人物，後燕昭武帝慕容盛的儿子。
398年，慕容盛即位为皇帝，399年改元长乐，降号为庶民天王，十二月廿四，封慕容定为辽西公。400年十二月廿一，册封慕容定为太子。401年，慕容盛被左将军慕容国与殿中将军秦舆、段赞等人刺伤，伤重而死，他的叔叔慕容熙继位为天王。中领军慕容提、步军校尉张佛想再拥立慕容定，慕容熙得知后，将慕容定赐死。